# Codi ATC L04
El  codi ATC L04, descrit com Agents immunosupressors, és una subgrup terapèutic de l'Anatomical, Therapeutic, Chemical Classification System (ATC). La classificació ATC és un sistema de codis alfanumèric desenvolupat per l'Organització Mundial de la Salut (OMS) per als fàrmacs i altres productes sanitaris. El subgrup L04 és part del grup anatòmic L Agents antineoplàstics i immunomoduladors.

Els codis per a ús veterinari (codis ATCvet) poden han estat creats afegint la lletra Q davant dels codis ATC humans: QL04... 
Les adaptacions estatals de la classificació ATC poden incloure codis addicionals no presents en aquesta llista, que segueix la versió de l'OMS.

## L04A Agents immunosupressors

Estructura de l'adalimumab, un inhibidor del factor de necrosi tumoral alfa (L04AB)

L04AA Agents immunosupressors selectius
L04AB Inhibidors del factor de necrosi tumoral alfa (TNF-α)
L04AX Altres agents immunosupressors